# Na Skale
Na Skale – część wsi Racławice w Polsce, położona w województwie małopolskim, w powiecie krakowskim, w gminie Jerzmanowice-Przeginia.
W latach 1975–1998 Na Skale administracyjnie należało do województwa krakowskiego.
Brak zabudowy.